# Aerangis hologlottis
Aerangis  hologlottis es una orquídea epífita originaria de África.

## Distribución y hábitat
Se encuentra en Kenia, Tanzania, Mozambique y Sri Lanka en las pequeñas ramas de árboles en los bosques costeros en alturas desde el nivel del mar hasta los 500  m s. n. m.

## Descripción
Es una planta pequeña de tamaño que prefiere clima caliente a fresco, epífita, con un corto tallo leñoso completamente envuelto en hojas de vainas teniendo de 2 a 6 hojas de color verde oscuro, lineales en sentido estricto a oblongo-liguladas con el ápice bi-lobulado de manera desigual.  Florece  en una o varias inflorescencias, que pueden salir por debajo de las hojas, erectas, extendidas a colgantes, en forma de racimo de 17,5 cm  de largo y con 6 a 15 flores de 1 cm de ancho. Produce la floración en invierno.

## Taxonomía
Aerangis hologlottis fue descrita por (Schltr.) Schltr. y publicado en Beihefte zum Botanischen Centralblatt 36: 117. 1918.
Etimología
El nombre del género Aerangis procede de las palabras griegas: aer = (aire) y angos = (urna), en referencia a la forma del labelo.
hologlottis: epíteto latino que significa "labio de una pieza (se refiere a que el labio no tiene lóbulos laterales)".
Sinonimia
- Angraecum hologlottis Schltr. 1906[1][4][5]